# Wigéns
Wigéns är ett konfektionsföretag i Tranås, som grundades 1906 av verkmästaren Oscar Wigén (1880-1944), som då övertog den 1898 grundade mössfabriken och den 1899 grundade pälsfabriken i Tranås. 
Dessa ombildades 1912 till AB Oscar Wigén.
Oscar Wigén dog 1944 och testamenterade företaget till sina anställda. Företaget hade som mest 300 anställda. År 1955 invigdes en ny fabriksbyggnad i Tranås och företaget hade då fyra avdelningar: pälsvaror, huvudbonader, inköp och försäljning av beredda och råa skinn samt import och försäljning av färdiga mössor och hattar, huvudsakligen herrfilthattar, stråhattar och baskrar. Wigéns tillverkade bland annat uniformsmössor och studentmössor.
År 2013 gick företaget i konkurs. Det övertogs 2014 av Amanda Christensen AB i Ulricehamn. 
Jönköpings läns museum har sedan 1998 en stor samling hattar och mössor från AB Oscar Wigén.